# Nigel Noble
Nigel Noble (* 15. Juni 1943 in Blackpool, England) ist ein britischer Tonmeister, Dokumentarfilmer, Filmregisseur und Filmproduzent, der bei den 54. Academy Awards 1982 mit einem Oscar für seinen Dokumentar-Kurzfilm Close Harmony ausgezeichnet worden ist.

## Biografie
Nigel Nobel kam 1965 von England in die Vereinigten Staaten, wo er eigentlich nur sechs Monate bleiben wollte, blieb jedoch für immer. Zuvor war er Bühnenmanager am Royal Shakespeare Theatre in Stratford-upon-Avon, der Geburtsstadt Shakespeares.
Gleich für seinen ersten Film  Close Harmony von 1981, bei dem er Regie führte und auch sein eigener Produzent war, wurde Nigel Noble mit einem Oscar belohnt. Thema des Films ist das Zusammenspiel von sehr jungen und sehr viel älteren Menschen, die gemeinsam ein Konzert geben. Inspiriert wurde er zu dem Thema durch seinen Sohn, der seinerzeit Schüler an der Brooklyn Friends School war.
Für seinen Musicalfilm The Big Apple Circus von 1991, der zum 15-jährigen Jubiläum des Big Apple Circus entstanden war, wurde Noble mit einem CableACE Award bedacht. Für seine herausragende Regiearbeit in der Folge Porgy and Bess: An American Voice der Dokumentarserie Great Performances war er 1999 für den Directors Guild of America Award nominiert.
Der von Nigel produzierte bewegende Dokumentarfilm They Killed Sister Dorothy von 2008, der die Ermordung der 73-jährigen katholischen Nonne und Aktivistin Schwester Dorothy im brasilianischen Regenwald thematisiert, konnte sieben Filmpreise gewinnen und war für zwei weitere nominiert. Unter anderem war Nigel Noble für die Produktion für einen Emmy nominiert. 
Nigel sagte 2001 in einem Interview, er versuche, Filme über Leute zu machen, die normalerweise nie in der Öffentlichkeit seien. Für jeden guten Dokumentarfilm gelte, wenn Menschen dadurch etwas lernen, was sie vorher nicht wussten, könnten sie die Welt anders sehen. Die größte Herausforderung bei der Erstellung eines Dokumentarfilms sei es, ehrlich zu sein.

## Filmografie (Auswahl)
Tonabteilung
- 1965: Pro Football: Mayhem on a Sunday Afternoon (Fernseh-Dokumentation)
- 1966: Unkissed Bride
- 1967: The Big Land (Fernseh-Dokumentarfilm)
- 1968: The Queen (Dokumentation)
- 1970: The Unfinished Journey of Robert Kennedy (Fernseh-Dokumentation)
- 1971: Mad Dogs & Englishmen (Dokumentation)
- 1972: Fillmore (Dokumentation)
- 1974: Lialeh
- 1975: Eiskalt (Deadly Hero)
- 1976: The Money
- 1977: Zwischen den Zeilen (Between the Lines)
- 1978: Rockers
- 1979: Baby Snakes (Konzertfilm)
- 1980: Wunder in San Francisco (A Christmas Without Snow; Fernsehfilm)
- 1981: We’re Fighting Back (Fernsehfilm)
- 1983: He Makes Me Feel Like Dancin’ (Dokumentation)
- 1984: Over the Brooklyn Bridge
- 1986: American Masters (Serien-Fernseh-Dokumentation, Folge Eugene O’Neill: A Glory of Ghosts)

Regisseur
- 1981: Close Harmony (Dokumentar-Kurzfilm; auch Produzent)
- 1987: A Stitch for Time (Dokumentarfilm)
- 1988: Voices of Sarafina (Dokumentarfilm; auch Produzent)
- 1991: The Big Apple Circus (Fernsehfilm)
- 1998: Great Performances (Fernsehserie, Folge Porgy and Bess: An American Voice)
- 2000: Os Carvoeiros (The Charcoal People; Dokumentarfilm)
- 2000: Code Blue: New Orleans (Fernsehserien-Dokumentation, auch Produzent)
- 2002: Gangs: Escaping the Life (dokumentarischer Fernsehfilm)
- 2004: Farmingville (Koregisseur)
- 2007, 2009: Craft in America (dokumentarische Fernsehserie, Folgen Memory und Origins)
- 2010: Generation 9/11 (Dokumentation)
- 2013: The Porch Light Project

Produzent
- 1999, 2000: Trauma: Life in the E.R. (Fernsehserien-Dokumentation, Folgen Handle with Care und Teachable Moments, auch als Videojournalist)
- 2000: A Little Curious (Fernsehserie, Folge Push Pull Rock)
- 2002: Code Blue: Savannah (Fernsehserien-Dokumentation, 8 Folgen, auch als Videojournalist)
- 2003: Doctors Without Borders (Fernsehserien-Dokumentation, Folge Life in the Field: Bang, Bang)
- 2004: The Beauty Academy of Kabul (Dokumentation)
- 2005: Lifeline (Fernsehserie)
- 2008: They Killed Sister Dorothy (Dokumentation)

## Auszeichnungen (Auswahl)
| Jahr | Auszeichnung          | Kategorie, Werk | zusammen mit                                    | Ergebnis  |
| ---- | --------------------- | --- | ----------------------------------------------- | --------- |
| 1981 | Christopher Award     | „Dokumentarischer Wettbewerb“: Close Harmony                                                                                                |                                                 | Gewonnen  |
| 1982 | Interfilm Award       | Internationales Filmfestival Mannheim-Heidelberg „Honorable Mention“: Close Harmony                                                         |                                                 | Gewonnen  |
| 1982 | Oscar                 | „Bester Dokumentar-Kurzfilm“: Close Harmony                                                                                                 |                                                 | Gewonnen  |
| 1993 | CableACE              | Kulturelle oder darstellende Künste Special oder Serie: The Big Apple Circus                                                                | Frank Doelger, Howard Meltzer, Bruce Harmon     | Gewonnen  |
| 1999 | DGA Award             | Directors Guild of America: Herausragende Regiearbeit in einem Dokumentarfilm Great Performances, Episode Porgy and Bess: An American Voice |                                                 | Nominiert |
| 2010 | Primetime Emmy Awards | „Ausgezeichneter investigativer Journalismus (Langform)“: They Killed Sister Dorothy                                                        | Daniel Junge, Henry Ansbacher, Marcela Bourseau | Nominiert |